# Élections départementales de 2015 en Guadeloupe
Les élections départementales ont lieu les 22 et 29 mars 2015.

## Contexte départemental

### Assemblée départementale sortante
Avant les élections, le conseil général de la Guadeloupe est présidé par Jacques Gillot (Guadeloupe unie, socialisme et réalités). Il comprend 40 conseillers généraux issus des 40 cantons de la Guadeloupe. Après le redécoupage cantonal de 2014, ce sont 42 conseillers départementaux qui seront élus au sein des 21 nouveaux cantons de la Guadeloupe.
| Parti                                               | Sigle | Sigle | Élus | Groupe                  |
| --------------------------------------------------- | ----- | ----- | ---- | ----------------------- |
| Majorité (29 sièges)                                |       |       |      |                         |
| Fédération guadeloupéenne du Parti socialiste       |       | FGPS  | 14   | Majorité départementale |
| Guadeloupe unie, socialisme et réalités             |       | GUSR  | 7    | Majorité départementale |
| Divers gauche                                       |       | DVG   | 6    | Majorité départementale |
| Parti progressiste démocratique guadeloupéen        |       | PPDG  | 2    | Majorité départementale |
| Opposition de droite (6 sièges)                     |       |       |      |                         |
| Divers droite                                       |       | DVD   | 3    | Objectif Guadeloupe     |
| Union pour un mouvement populaire                   |       | UMP   | 3    | Objectif Guadeloupe     |
| Opposition de gauche (5 sièges)                     |       |       |      |                         |
| Parti communiste guadeloupéen                       |       | PCG   | 2    | Gauche alternative      |
| Parti socialiste guadeloupéen - Lamentin            |       | PSG-L | 1    | Gauche alternative      |
| Union populaire pour la libération de la Guadeloupe |       | UPLG  | 1    | Gauche alternative      |
| Divers gauche                                       |       | DVG   | 1    | Gauche alternative      |
| Président du conseil général                        |       |       |      |                         |
| Jacques Gillot (GUSR)                               |       |       |      |                         |

### Assemblée départementale élue
| Parti                                         | Sigle | Sigle | Élus | Groupe                  |
| --------------------------------------------- | ----- | ----- | ---- | ----------------------- |
| Majorité (26 sièges)                          |       |       |      |                         |
| Fédération guadeloupéenne du Parti socialiste |       | FGPS  | 16   | Majorité départementale |
| Divers gauche                                 |       | DVG   | 6    | Majorité départementale |
| Parti progressiste démocratique guadeloupéen  |       | PPDG  | 4    | Majorité départementale |
| Opposition (16 sièges)                        |       |       |      |                         |
| Guadeloupe unie, socialisme et réalités       |       | GUSR  | 12   | Guadeloupe unie         |
| Union pour un mouvement populaire             |       | UMP   | 2    | Objectif Guadeloupe     |
| Divers droite                                 |       | DVD   | 2    | Objectif Guadeloupe     |
| Présidente du conseil départemental           |       |       |      |                         |
| Josette Borel-Lincertin (FGPS)                |       |       |      |                         |

## Résultats à l'échelle du département

### Résultats par nuances du ministère de l'Intérieur
Les nuances utilisées par le ministère de l'Intérieur ne tiennent pas compte des alliances locales.
|             | DVG                | 48 190  | 38,71  | 38 047  | 35,85  | 18 |  |  |
|             | PS                 | 46 363  | 37,25  | 39 966  | 37,66  | 20 |  |  |
|             | PCF                | 1 168   | 0,94   |         |        |    |  |  |
|             | FG                 | 1 055   | 0,85   | 2 498   | 2,35   | 0  |  |  |
|             | EÉLV               | 831     | 0,67   |         |        |    |  |  |
| Gauche      | Gauche             | 97 607  | 78,42  | 80 511  | 75,86  | 38 |  |  |
|             |                    |         |        |         |        |    |  |  |
|             | DVD                | 16 597  | 13,33  | 15 769  | 14,86  | 2  |  |  |
|             | Union de la droite | 3 426   | 2,75   | 3 847   | 3,63   | 2  |  |  |
|             | UDI                | 305     | 0,25   |         |        |    |  |  |
| Droite      | Droite             | 20 328  | 16,33  | 19 616  | 18,49  | 4  |  |  |
|             |                    |         |        |         |        |    |  |  |
|             | Divers             | 5 723   | 4,60   | 5 987   | 5,64   | 0  |  |  |
|             |                    |         |        |         |        |    |  |  |
|             | FN                 | 465     | 0,37   |         |        |    |  |  |
|             |                    |         |        |         |        |    |  |  |
|             | EXG                | 356     | 0,29   |         |        |    |  |  |
|             |                    |         |        |         |        |    |  |  |
| Inscrits    | Inscrits           | 310 090 | 100,00 | 238 228 | 100,00 |    |  |  |
| Abstentions | Abstentions        | 172 262 | 55,55  | 122 721 | 51,51  |    |  |  |
| Votants     | Votants            | 137 828 | 44,45  | 115 507 | 48,49  |    |  |  |
| Blancs      | Blancs             | 4 971   | 3,61   | 3 442   | 2,98   |    |  |  |
| Nuls        | Nuls               | 8 378   | 6,08   | 5 951   | 5,15   |    |  |  |
| Exprimés    | Exprimés           | 124 479 | 90,31  | 106 114 | 91,87  |    |  |  |

### Résultats par canton
| Canton                      | Conseiller sortant            | Parti                    | Parti       | Conseiller élu               | Parti           | Parti           |
| --------------------------- | ----------------------------- | ------------------------ | ----------- | ---------------------------- | --------------- | --------------- |
| Les Abymes-1                | Chantal Lérus                 |                          | DVG         | Chantal Lérus                |                 | DVG             |
| Les Abymes-1                | Chantal Lérus                 | Rosan Rauzduel           | DVG         |                              | DVG             |                 |
| Les Abymes-2                | Paul Naprix                   |                          | FGPS        | Eliane Guiougou-Firpionn     |                 | FGPS            |
| Les Abymes-2                | Paul Naprix                   | Fabert Michély           | FGPS        |                              | FGPS            |                 |
| Les Abymes-3                | Fabert Michély                |                          | FGPS        | Josette Borel-Lincertin      |                 | FGPS            |
| Les Abymes-3                | Fabert Michély                | Louis Galantine          | FGPS        |                              | FGPS            |                 |
| Les Abymes-4                | Louis Galantine               |                          | FGPS        | Canton supprimé              | Canton supprimé | Canton supprimé |
| Les Abymes-5                | Dominique Théophile           |                          | GUSR        | Canton supprimé              | Canton supprimé | Canton supprimé |
| Anse-Bertrand               | Jean-Marie Hubert             |                          | UPLG        | Canton supprimé              | Canton supprimé | Canton supprimé |
| Baie-Mahault                | Juliana Dan*                  |                          | DVG         | Canton supprimé              | Canton supprimé | Canton supprimé |
| Baie-Mahault-1              | Canton créé                   | Canton créé              | Canton créé | Justin Dessout               |                 | GUSR            |
| Baie-Mahault-1              | Canton créé                   | Canton créé              | Canton créé | Corinne Petro                |                 | GUSR            |
| Baie-Mahault-2              | Canton créé                   | Canton créé              | Canton créé | Gerty Dan                    |                 | GUSR            |
| Baie-Mahault-2              | Canton créé                   | Canton créé              | Canton créé | David Nebor                  |                 | GUSR            |
| Basse-Terre                 | Canton créé                   | Canton créé              | Canton créé | Élie Califer                 |                 | FGPS            |
| Basse-Terre                 | Canton créé                   | Canton créé              | Canton créé | Brigitte Rodes               |                 | FGPS            |
| Basse-Terre-1               | Henriette Solignac*           |                          | DVD         | Canton supprimé              | Canton supprimé | Canton supprimé |
| Basse-Terre-2               | Guy Georges*                  |                          | DVD         | Canton supprimé              | Canton supprimé | Canton supprimé |
| Bouillante                  | Marylhène Félicité*           |                          | DVG         | Canton supprimé              | Canton supprimé | Canton supprimé |
| Capesterre-Belle-Eau        | Canton créé                   | Canton créé              | Canton créé | Manuelle Avril               |                 | DVG             |
| Capesterre-Belle-Eau        | Canton créé                   | Canton créé              | Canton créé | Hugues Philippe Ramdini      |                 | FGPS            |
| Capesterre-Belle-Eau-1      | Joël Beaugendre*              |                          | UMP         | Canton supprimé              | Canton supprimé | Canton supprimé |
| Capesterre-Belle-Eau-12     | Eddy Claude-Maurice           |                          | DVD         | Canton supprimé              | Canton supprimé | Canton supprimé |
| Capesterre-de-Marie-Galante | Marlène Miraculeux-Bourgeois* |                          | GUSR        | Canton supprimé              | Canton supprimé | Canton supprimé |
| La Désirade                 | René Noël                     |                          | FGPS        | Canton supprimé              | Canton supprimé | Canton supprimé |
| Grand-Bourg                 | Jean Girard*                  |                          | DVG         | Canton supprimé              | Canton supprimé | Canton supprimé |
| Le Gosier                   | Canton créé                   | Canton créé              | Canton créé | Jacques Gillot               |                 | GUSR            |
| Le Gosier                   | Canton créé                   | Canton créé              | Canton créé | France-Lise Montout-Bernis   |                 | GUSR            |
| Le Gosier-1                 | Jacques Gillot                |                          | GUSR        | Canton supprimé              | Canton supprimé | Canton supprimé |
| Le Gosier-2                 | Amélius Hernandez*            |                          | DVG         | Canton supprimé              | Canton supprimé | Canton supprimé |
| Gourbeyre                   | Luc Adémar*                   |                          | DVD         | Canton supprimé              | Canton supprimé | Canton supprimé |
| Goyave                      | Ferdy Louisy*                 |                          | FGPS        | Canton supprimé              | Canton supprimé | Canton supprimé |
| Lamentin                    | José Toribio                  |                          | PSG-L       | Liliane Maximin-Bajazet      |                 | FGPS            |
| Lamentin                    | José Toribio                  | Jocelyn Sapotille        | PSG-L       |                              | FGPS            |                 |
| Marie-Galante               | Canton créé                   | Canton créé              | Canton créé | Maryse Etzol                 |                 | FGPS            |
| Marie-Galante               | Canton créé                   | Canton créé              | Canton créé | Marthyr Nagau                |                 | FGPS            |
| Morne-à-l'Eau-1             | Georges Hermin                |                          | FGPS        | Canton supprimé              | Canton supprimé | Canton supprimé |
| Morne-à-l'Eau-2             | Jean Bardail                  |                          | GUSR        | Canton supprimé              | Canton supprimé | Canton supprimé |
| Le Moule                    | Canton créé                   | Canton créé              | Canton créé | Justine Bénin                |                 | DVG             |
| Le Moule                    | Canton créé                   | Canton créé              | Canton créé | Daniel Dulac                 |                 | FGPS            |
| Le Moule-1                  | Daniel Dulac                  |                          | FGPS        | Canton supprimé              | Canton supprimé | Canton supprimé |
| Le Moule-2                  | Justine Benin                 |                          | DVG         | Canton supprimé              | Canton supprimé | Canton supprimé |
| Morne-à-l'Eau               | Canton créé                   | Canton créé              | Canton créé | Jean Bardail                 |                 | GUSR            |
| Morne-à-l'Eau               | Canton créé                   | Canton créé              | Canton créé | Marie-Chantale Saint-Sauveur |                 | GUSR            |
| Petit-Bourg                 | Guy Losbar                    |                          | GUSR        | Maryse Citronnelle           |                 | GUSR            |
| Petit-Bourg                 | Guy Losbar                    | Guy Losbar               | GUSR        |                              | GUSR            |                 |
| Petit-Canal                 | Florent Mitel*                |                          | PCG         | Marlène Bernard              |                 | PPDG            |
| Petit-Canal                 | Florent Mitel*                | Blaise Mornal            | PCG         |                              | FGPS            |                 |
| Pointe-à-Pitre              | Canton créé                   | Canton créé              | Canton créé | Marlène Miroite Melisse      |                 | FGPS            |
| Pointe-à-Pitre              | Canton créé                   | Canton créé              | Canton créé | Marcel Sigiscar              |                 | PPDG            |
| Pointe-à-Pitre-1            | Jacques Bangou*               |                          | PPDG        | Canton supprimé              | Canton supprimé | Canton supprimé |
| Pointe-à-Pitre-2            | Georges Brédent               |                          | GUSR        | Canton supprimé              | Canton supprimé | Canton supprimé |
| Pointe-à-Pitre-3            | Marcel Sigiscar               |                          | PPDG        | Canton supprimé              | Canton supprimé | Canton supprimé |
| Pointe-Noire                | Brigitte Haguy-Jean           |                          | FGPS        | Canton supprimé              | Canton supprimé | Canton supprimé |
| Saint-Claude                | Élie Califer                  |                          | FGPS        | Canton supprimé              | Canton supprimé | Canton supprimé |
| Saint-François              | Laurent Bernier               |                          | UMP         | Laurent Bernier              |                 | UMP             |
| Saint-François              | Laurent Bernier               | Baptistia Robert Lamponi | UMP         |                              | UMP             |                 |
| Saint-Louis                 | Huguette Ibalot-Nébot         |                          | DVG         | Canton supprimé              | Canton supprimé | Canton supprimé |
| Sainte-Anne                 | Canton créé                   | Canton créé              | Canton créé | Aurélien Abaille-Melisse     |                 | PPDG            |
| Sainte-Anne                 | Canton créé                   | Canton créé              | Canton créé | Lydia Faro-Couriol           |                 | PPDG            |
| Sainte-Anne-1               | Jacques Kancel                |                          | PCG         | Canton supprimé              | Canton supprimé | Canton supprimé |
| Sainte-Anne-2               | Aurélien Abaille              |                          | DVG         | Canton supprimé              | Canton supprimé | Canton supprimé |
| Sainte-Rose-1               | Louis-Daniel Justine          |                          | GUSR        | Camille Élisabeth            |                 | GUSR            |
| Sainte-Rose-1               | Louis-Daniel Justine          | Jeanny Marc              | GUSR        |                              | GUSR            |                 |
| Sainte-Rose-2               | Max Mathiasin                 |                          | FGPS        | Claudine Bajazet             |                 | DVG             |
| Sainte-Rose-2               | Max Mathiasin                 | Clodomir Bajazet         | FGPS        |                              | DVG             |                 |
| Les Saintes                 | Hilaire Brudey*               |                          | FGPS        | Canton supprimé              | Canton supprimé | Canton supprimé |
| Trois-Rivières              | Jacques Anselme               |                          | FGPS        | Jacques Anselme              |                 | FGPS            |
| Trois-Rivières              | Jacques Anselme               | Nicole Erdan             | FGPS        |                              | FGPS            |                 |
| Vieux-Habitants             | Jules Otto                    |                          | FGPS        | Aramis Arbau                 |                 | DVD             |
| Vieux-Habitants             | Jules Otto                    | Marie-Lucile Breslau     | FGPS        |                              | DVD             |                 |

* Conseillers généraux sortants ne se représentant pas 

## Résultats par canton

### Canton des Abymes-1
| Candidats            | Candidats      | Partis      | Partis      | Premier tour | Premier tour | Second tour | Second tour |
| Candidats            | Candidats      | Partis      | Partis      | Voix         | %            | Voix        | %           |
| -------------------- | -------------- | ----------- | ----------- | ------------ | ------------ | ----------- | ----------- |
| 1                    | Chantal Lérus* |             | DVG         | 2 685        | 64,73        | 2 783       | 62,32       |
| 1                    | Rosan Rauzduel |             | DVG         | 2 685        | 64,73        | 2 783       | 62,32       |
| 2                    | Lise Azédé     |             | DVG         | 1 463        | 35,27        | 1 683       | 37,68       |
| 2                    | Paul Naprix*   |             | FGPS        | 1 463        | 35,27        | 1 683       | 37,68       |
|                      |                |             |             |              |              |             |             |
| Inscrits             | Inscrits       | Inscrits    | Inscrits    | 10 753       | 100,00       | 10 748      | 100,00      |
| Abstentions          | Abstentions    | Abstentions | Abstentions | 5 820        | 54,12        | 5 642       | 52,49       |
| Votants              | Votants        | Votants     | Votants     | 4 933        | 45,88        | 5 106       | 47,51       |
| Blancs               | Blancs         | Blancs      | Blancs      | 300          | 6,08         | 230         | 4,5         |
| Nuls                 | Nuls           | Nuls        | Nuls        | 485          | 9,83         | 410         | 8,03        |
| Exprimés             | Exprimés       | Exprimés    | Exprimés    | 4 148        | 84,09        | 4 466       | 87,47       |
| * conseiller sortant |                |             |             |              |              |             |             |

### Canton des Abymes-2
| Candidats            | Candidats                 | Partis      | Partis      | Premier tour | Premier tour | Second tour | Second tour |
| Candidats            | Candidats                 | Partis      | Partis      | Voix         | %            | Voix        | %           |
| -------------------- | ------------------------- | ----------- | ----------- | ------------ | ------------ | ----------- | ----------- |
| 1                    | Siméone Boucard-Bousardo  |             | DVG         | 777          | 9,61         |             |             |
| 1                    | Francillonne Jacoby-Koaly |             | DVG         | 777          | 9,61         |             |             |
| 2                    | Eliane Guiougou-Firpionn  |             | FGPS        | 3 662        | 45,28        | 4 696       | 52,18       |
| 2                    | Fabert Michély*           |             | FGPS        | 3 662        | 45,28        | 4 696       | 52,18       |
| 3                    | Rosalie Bousardo          |             | DVG         | 1 525        | 18,86        |             |             |
| 3                    | Didier Méridan            |             | DVG         | 1 525        | 18,86        |             |             |
| 4                    | Laisely Edom-Parat        |             | GUSR        | 2 124        | 26,26        | 4 304       | 47,82       |
| 4                    | Dominique Théophile*      |             | GUSR        | 2 124        | 26,26        | 4 304       | 47,82       |
|                      |                           |             |             |              |              |             |             |
| Inscrits             | Inscrits                  | Inscrits    | Inscrits    | 17 164       | 100,00       | 17 162      | 100,00      |
| Abstentions          | Abstentions               | Abstentions | Abstentions | 7 872        | 45,86        | 7 108       | 41,42       |
| Votants              | Votants                   | Votants     | Votants     | 9 292        | 54,14        | 10 054      | 58,58       |
| Blancs               | Blancs                    | Blancs      | Blancs      | 413          | 2,41         | 329         | 1,92        |
| Nuls                 | Nuls                      | Nuls        | Nuls        | 791          | 4,61         | 725         | 4,22        |
| Exprimés             | Exprimés                  | Exprimés    | Exprimés    | 8 088        | 87,04        | 9 000       | 89,52       |
| * conseiller sortant |                           |             |             |              |              |             |             |

### Canton des Abymes-3
| Candidats   | Candidats                | Partis      | Partis      | Premier tour | Premier tour | Second tour | Second tour |
| Candidats   | Candidats                | Partis      | Partis      | Voix         | %            | Voix        | %           |
| ----------- | ------------------------ | ----------- | ----------- | ------------ | ------------ | ----------- | ----------- |
| 1           | Thierry Bagea            |             | GUSR        | 197          | 4,65         |             |             |
| 1           | Germaine Marcin-Chicot   |             | GUSR        | 197          | 4,65         |             |             |
| 2           | Simon Ibo                |             | DVD         | 481          | 11,35        |             |             |
| 2           | Juliette Nubret-Adonicam |             | DVD         | 481          | 11,35        |             |             |
| 3           | Alain Faraux             |             | DVG         | 796          | 18,79        | 1 458       | 34,36       |
| 3           | Daniette Sylvestre       |             | DVG         | 796          | 18,79        | 1 458       | 34,36       |
| 4           | Josette Borel-Lincertin  |             | FGPS        | 2 302        | 54,33        | 2 785       | 65,64       |
| 4           | Louis Galantine*         |             | FGPS        | 2 302        | 54,33        | 2 785       | 65,64       |
| 5           | Martine Lacot            |             | DVG         | 461          | 10,88        |             |             |
| 5           | William Surdin           |             | DVG         | 461          | 10,88        |             |             |
|             |                          |             |             |              |              |             |             |
| Inscrits    | Inscrits                 | Inscrits    | Inscrits    | 11 275       | 100,00       | 11 273      | 100,00      |
| Abstentions | Abstentions              | Abstentions | Abstentions | 6 345        | 56,27        | 6 523       | 57,86       |
| Votants     | Votants                  | Votants     | Votants     | 4 930        | 43,73        | 4 750       | 42,14       |
| Blancs      | Blancs                   | Blancs      | Blancs      | 284          | 5,76         | 200         | 4,21        |
| Nuls        | Nuls                     | Nuls        | Nuls        | 409          | 8,3          | 307         | 6,46        |
| Exprimés    | Exprimés                 | Exprimés    | Exprimés    | 4 237        | 85,94        | 4 243       | 89,33       |

### Canton de Baie-Mahault-1
| Candidats   | Candidats              | Partis      | Partis      | Premier tour | Premier tour | Second tour | Second tour |
| Candidats   | Candidats              | Partis      | Partis      | Voix         | %            | Voix        | %           |
| ----------- | ---------------------- | ----------- | ----------- | ------------ | ------------ | ----------- | ----------- |
| 1           | Bénédicte David        |             | DIV         | 73           | 1,58         |             |             |
| 1           | Gilbert Edinval        |             | DIV         | 73           | 1,58         |             |             |
| 2           | Paul-Éric Confiac      |             | FGPS        | 249          | 5,40         |             |             |
| 2           | Rachelle Vergerolle    |             | FGPS        | 249          | 5,40         |             |             |
| 3           | Justin Dessout         |             | GUSR        | 3 249        | 70,42        | 3 543       | 73,49       |
| 3           | Corinne Petro          |             | GUSR        | 3 249        | 70,42        | 3 543       | 73,49       |
| 4           | Philibert Badlou       |             | DVD         | 1 043        | 22,61        | 1 278       | 26,51       |
| 4           | Sylvie Chammougon-Anno |             | DVD         | 1 043        | 22,61        | 1 278       | 26,51       |
|             |                        |             |             |              |              |             |             |
| Inscrits    | Inscrits               | Inscrits    | Inscrits    | 13 590       | 100,00       | 13 591      | 100,00      |
| Abstentions | Abstentions            | Abstentions | Abstentions | 8 174        | 60,15        | 8 183       | 60,21       |
| Votants     | Votants                | Votants     | Votants     | 5 416        | 39,85        | 5 408       | 39,79       |
| Blancs      | Blancs                 | Blancs      | Blancs      | 317          | 5,85         | 268         | 4,96        |
| Nuls        | Nuls                   | Nuls        | Nuls        | 485          | 8,95         | 319         | 5,9         |
| Exprimés    | Exprimés               | Exprimés    | Exprimés    | 4 614        | 85,19        | 4 821       | 89,15       |

### Canton de Baie-Mahault-2
| Candidats            | Candidats                           | Partis      | Partis      | Premier tour | Premier tour | Second tour | Second tour |
| Candidats            | Candidats                           | Partis      | Partis      | Voix         | %            | Voix        | %           |
| -------------------- | ----------------------------------- | ----------- | ----------- | ------------ | ------------ | ----------- | ----------- |
| 1                    | Richard Nebor                       |             | FGPS        | 1 154        | 22,09        | 1 377       | 28,08       |
| 1                    | Sylviane Rodrigues                  |             | FGPS        | 1 154        | 22,09        | 1 377       | 28,08       |
| 2                    | Fabrice Luce                        |             | DVD         | 766          | 14,67        |             |             |
| 2                    | Anna Marie-Madeleine N'Guyen-Van-Ky |             | DVD         | 766          | 14,67        |             |             |
| 3                    | Gerty Dan*                          |             | GUSR        | 2 874        | 55,03        | 3 526       | 71,92       |
| 3                    | David Nebor                         |             | GUSR        | 2 874        | 55,03        | 3 526       | 71,92       |
| 4                    | Jean-Luc Cocodeau                   |             | DIV         | 429          | 8,21         |             |             |
| 4                    | Myranne Séverin-Rancé               |             | DIV         | 429          | 8,21         |             |             |
|                      |                                     |             |             |              |              |             |             |
| Inscrits             | Inscrits                            | Inscrits    | Inscrits    | 15 785       | 100,00       | 15 796      | 100,00      |
| Abstentions          | Abstentions                         | Abstentions | Abstentions | 9 681        | 61,33        | 10 183      | 64,47       |
| Votants              | Votants                             | Votants     | Votants     | 6 104        | 38,67        | 5 613       | 35,53       |
| Blancs               | Blancs                              | Blancs      | Blancs      | 409          | 6,7          | 300         | 5,34        |
| Nuls                 | Nuls                                | Nuls        | Nuls        | 472          | 7,73         | 410         | 7,3         |
| Exprimés             | Exprimés                            | Exprimés    | Exprimés    | 5 223        | 85,57        | 4 903       | 87,35       |
| * conseiller sortant |                                     |             |             |              |              |             |             |

### Canton de Basse-Terre
| Candidats            | Candidats              | Partis      | Partis      | Premier tour | Premier tour |
| Candidats            | Candidats              | Partis      | Partis      | Voix         | %            |
| -------------------- | ---------------------- | ----------- | ----------- | ------------ | ------------ |
| 1                    | Simon Barlagne         |             | UMP         | 3 382        | 41,96        |
| 1                    | Lucette Michaux-Chevry |             | UMP         | 3 382        | 41,96        |
| 2                    | Élie Califer*          |             | FGPS        | 4 678        | 58,04        |
| 2                    | Brigitte Rodes         |             | FGPS        | 4 678        | 58,04        |
|                      |                        |             |             |              |              |
| Inscrits             | Inscrits               | Inscrits    | Inscrits    | 17 791       | 100,00       |
| Abstentions          | Abstentions            | Abstentions | Abstentions | 8 996        | 50,56        |
| Votants              | Votants                | Votants     | Votants     | 8 795        | 49,44        |
| Blancs               | Blancs                 | Blancs      | Blancs      | 223          | 2,54         |
| Nuls                 | Nuls                   | Nuls        | Nuls        | 512          | 5,82         |
| Exprimés             | Exprimés               | Exprimés    | Exprimés    | 8 060        | 91,64        |
| * conseiller sortant |                        |             |             |              |              |

### Canton de Capesterre-Belle-Eau
| Candidats            | Candidats                 | Partis      | Partis      | Premier tour | Premier tour | Second tour | Second tour |
| Candidats            | Candidats                 | Partis      | Partis      | Voix         | %            | Voix        | %           |
| -------------------- | ------------------------- | ----------- | ----------- | ------------ | ------------ | ----------- | ----------- |
| 1                    | Marie-Anne Georges        |             | CO          | 356          | 5,81         |             |             |
| 1                    | Jean-Marie Nomertin       |             | CO          | 356          | 5,81         |             |             |
| 2                    | Alain Avril               |             | CÉLV        | 157          | 2,56         |             |             |
| 2                    | Fabrice Rosier-Pemba      |             | CÉLV        | 157          | 2,56         |             |             |
| 3                    | Eddy Claude-Maurice*      |             | DVD         | 1 794        | 29,26        | 3 179       | 41,04       |
| 3                    | Béatrice Hatilip          |             | DVD         | 1 794        | 29,26        | 3 179       | 41,04       |
| 4                    | Cosette Eugene-delesse    |             | UMP         | 288          | 4,70         |             |             |
| 4                    | Charles Rella             |             | UMP         | 288          | 4,70         |             |             |
| 5                    | Manuelle Avril            |             | DVG         | 2 045        | 33,36        | 4 568       | 58,96       |
| 5                    | Hugues Philippe Ramdini   |             | FGPS        | 2 045        | 33,36        | 4 568       | 58,96       |
| 6                    | Chantale Chipan           |             | FN          | 149          | 2,43         |             |             |
| 6                    | Marc Guillé               |             | FN          | 149          | 2,43         |             |             |
| 7                    | Jean-Philippe Courtois    |             | GUSR        | 1 342        | 21,89        |             |             |
| 7                    | Gisèle Monlouis-Joinville |             | GUSR        | 1 342        | 21,89        |             |             |
|                      |                           |             |             |              |              |             |             |
| Inscrits             | Inscrits                  | Inscrits    | Inscrits    | 15 355       | 100,00       | 15 355      | 100,00      |
| Abstentions          | Abstentions               | Abstentions | Abstentions | 8 668        | 56,45        | 6 999       | 45,58       |
| Votants              | Votants                   | Votants     | Votants     | 6 687        | 43,55        | 8 356       | 54,42       |
| Blancs               | Blancs                    | Blancs      | Blancs      | 181          | 2,71         | 195         | 2,33        |
| Nuls                 | Nuls                      | Nuls        | Nuls        | 375          | 5,61         | 414         | 4,95        |
| Exprimés             | Exprimés                  | Exprimés    | Exprimés    | 6 131        | 91,69        | 7 747       | 92,71       |
| * conseiller sortant |                           |             |             |              |              |             |             |

### Canton du Gosier
| Candidats            | Candidats                     | Partis      | Partis      | Premier tour | Premier tour | Second tour | Second tour |
| Candidats            | Candidats                     | Partis      | Partis      | Voix         | %            | Voix        | %           |
| -------------------- | ----------------------------- | ----------- | ----------- | ------------ | ------------ | ----------- | ----------- |
| 1                    | Philibert Carvigan            |             | DVD         | 241          | 3,70         |             |             |
| 1                    | Jessica Ismael                |             | DVD         | 241          | 3,70         |             |             |
| 2                    | Cédric Cornet                 |             | DVG         | 1 352        | 20,77        | 3 068       | 42,96       |
| 2                    | Marie-Paule Fernandes-Moreira |             | DVG         | 1 352        | 20,77        | 3 068       | 42,96       |
| 3                    | Moise Bernis                  |             | FGPS        | 713          | 10,96        |             |             |
| 3                    | Roberte Méri                  |             | FGPS        | 713          | 10,96        |             |             |
| 4                    | Jacques Gillot*               |             | GUSR        | 3 836        | 58,94        | 4 073       | 57,04       |
| 4                    | France Lise Montout           |             | GUSR        | 3 836        | 58,94        | 4 073       | 57,04       |
| 5                    | Harry Custos                  |             | UMP         | 366          | 5,62         |             |             |
| 5                    | Liliane Montout               |             | UMP         | 366          | 5,62         |             |             |
|                      |                               |             |             |              |              |             |             |
| Inscrits             | Inscrits                      | Inscrits    | Inscrits    | 17 427       | 100,00       | 17 428      | 100,00      |
| Abstentions          | Abstentions                   | Abstentions | Abstentions | 10 222       | 58,66        | 9 839       | 56,46       |
| Votants              | Votants                       | Votants     | Votants     | 7 205        | 41,34        | 7 589       | 43,54       |
| Blancs               | Blancs                        | Blancs      | Blancs      | 276          | 3,83         | 184         | 2,42        |
| Nuls                 | Nuls                          | Nuls        | Nuls        | 421          | 5,84         | 264         | 3,48        |
| Exprimés             | Exprimés                      | Exprimés    | Exprimés    | 6 508        | 90,33        | 7 141       | 94,1        |
| * conseiller sortant |                               |             |             |              |              |             |             |

### Canton de Lamentin
| Candidats            | Candidats               | Partis      | Partis      | Premier tour | Premier tour |
| Candidats            | Candidats               | Partis      | Partis      | Voix         | %            |
| -------------------- | ----------------------- | ----------- | ----------- | ------------ | ------------ |
| 1                    | Renée Épaminondas       |             | GUSR        | 1 612        | 29,70        |
| 1                    | José Toribio*           |             | PSG         | 1 612        | 29,70        |
| 2                    | Liliane Maximin-Bajazet |             | FGPS        | 3 284        | 60,51        |
| 2                    | Jocelyn Sapotille       |             | FGPS        | 3 284        | 60,51        |
| 3                    | Reinette Juliard        |             | DVD         | 531          | 9,78         |
| 3                    | Patrice Nanette         |             | DVD         | 531          | 9,78         |
|                      |                         |             |             |              |              |
| Inscrits             | Inscrits                | Inscrits    | Inscrits    | 12 062       | 100,00       |
| Abstentions          | Abstentions             | Abstentions | Abstentions | 6 219        | 51,56        |
| Votants              | Votants                 | Votants     | Votants     | 5 843        | 48,44        |
| Blancs               | Blancs                  | Blancs      | Blancs      | 141          | 2,41         |
| Nuls                 | Nuls                    | Nuls        | Nuls        | 275          | 4,71         |
| Exprimés             | Exprimés                | Exprimés    | Exprimés    | 5 427        | 92,88        |
| * conseiller sortant |                         |             |             |              |              |

### Canton de Marie-Galante
| Candidats   | Candidats             | Partis      | Partis      | Premier tour | Premier tour |
| Candidats   | Candidats             | Partis      | Partis      | Voix         | %            |
| ----------- | --------------------- | ----------- | ----------- | ------------ | ------------ |
| 1           | Guy Accipé            |             | DIV         | 459          | 8,44         |
| 1           | Liliane Passe-Coutrin |             | DIV         | 459          | 8,44         |
| 2           | Maryse Etzol          |             | FGPS        | 3 604        | 66,30        |
| 2           | Marthyr Nagau         |             | FGPS        | 3 604        | 66,30        |
| 3           | Huguette Ibalot       |             | DVG         | 1 373        | 25,26        |
| 3           | Harry Selbonne        |             | DVG         | 1 373        | 25,26        |
|             |                       |             |             |              |              |
| Inscrits    | Inscrits              | Inscrits    | Inscrits    | 11 767       | 100,00       |
| Abstentions | Abstentions           | Abstentions | Abstentions | 6 054        | 51,45        |
| Votants     | Votants               | Votants     | Votants     | 5 713        | 48,55        |
| Blancs      | Blancs                | Blancs      | Blancs      | 109          | 1,91         |
| Nuls        | Nuls                  | Nuls        | Nuls        | 168          | 2,94         |
| Exprimés    | Exprimés              | Exprimés    | Exprimés    | 5 436        | 95,15        |

### Canton du Moule
| Candidats            | Candidats                  | Partis      | Partis      | Premier tour | Premier tour | Second tour | Second tour |
| Candidats            | Candidats                  | Partis      | Partis      | Voix         | %            | Voix        | %           |
| -------------------- | -------------------------- | ----------- | ----------- | ------------ | ------------ | ----------- | ----------- |
| 1                    | Agathe Calicat-Ryfer       |             | DVD         | 365          | 5,89         |             |             |
| 1                    | Jean-Luc Dorlin            |             | DVD         | 365          | 5,89         |             |             |
| 2                    | Justine Bénin*             |             | DVG         | 4 185        | 67,57        | 5 101       | 76,78       |
| 2                    | Daniel Dulac               |             | FGPS        | 4 185        | 67,57        | 5 101       | 76,78       |
| 3                    | Eugène Desbois             |             | UDI         | 305          | 4,92         |             |             |
| 3                    | Cynthia Dinane             |             | UDI         | 305          | 4,92         |             |             |
| 4                    | Mélina Seymour             |             | DIV         | 376          | 6,07         |             |             |
| 4                    | Jean-Marc Tacita           |             | DIV         | 376          | 6,07         |             |             |
| 5                    | Marcelin Chingan           |             | PPDG        | 963          | 15,55        | 1 543       | 23,22       |
| 5                    | Germaine Guizonne-Lacréole |             | PPDG        | 963          | 15,55        | 1 543       | 23,22       |
|                      |                            |             |             |              |              |             |             |
| Inscrits             | Inscrits                   | Inscrits    | Inscrits    | 17 416       | 100,00       | 17 416      | 100,00      |
| Abstentions          | Abstentions                | Abstentions | Abstentions | 10 537       | 60,5         | 10 157      | 58,32       |
| Votants              | Votants                    | Votants     | Votants     | 6 879        | 39,5         | 7 259       | 41,68       |
| Blancs               | Blancs                     | Blancs      | Blancs      | 248          | 3,61         | 176         | 2,42        |
| Nuls                 | Nuls                       | Nuls        | Nuls        | 437          | 6,35         | 439         | 6,05        |
| Exprimés             | Exprimés                   | Exprimés    | Exprimés    | 6 194        | 90,04        | 6 644       | 91,53       |
| * conseiller sortant |                            |             |             |              |              |             |             |

### Canton de Morne-à-l'Eau
| Candidats            | Candidats                    | Partis      | Partis      | Premier tour | Premier tour | Second tour | Second tour |
| Candidats            | Candidats                    | Partis      | Partis      | Voix         | %            | Voix        | %           |
| -------------------- | ---------------------------- | ----------- | ----------- | ------------ | ------------ | ----------- | ----------- |
| 1                    | Jean Bardail*                |             | GUSR        | 2 463        | 48,87        | 3 601       | 51,08       |
| 1                    | Marie-Chantale Saint-Sauveur |             | GUSR        | 2 463        | 48,87        | 3 601       | 51,08       |
| 2                    | Jacques Blombou              |             | DVD         | 429          | 8,51         |             |             |
| 2                    | Michelle Makaia-Zénon        |             | DVD         | 429          | 8,51         |             |             |
| 3                    | Georges Hermin*              |             | FGPS        | 2 148        | 42,62        | 2 368       | 48,05       |
| 3                    | Sandra Manette               |             | FGPS        | 2 148        | 42,62        | 2 368       | 48,05       |
|                      |                              |             |             |              |              |             |             |
| Inscrits             | Inscrits                     | Inscrits    | Inscrits    | 13 501       | 100,00       | 13 500      | 100,00      |
| Abstentions          | Abstentions                  | Abstentions | Abstentions | 8 013        | 59,35        | 6 021       | 44,6        |
| Votants              | Votants                      | Votants     | Votants     | 5 488        | 40,65        | 7 479       | 55,4        |
| Blancs               | Blancs                       | Blancs      | Blancs      | 110          | 2            | 136         | 1,82        |
| Nuls                 | Nuls                         | Nuls        | Nuls        | 338          | 6,16         | 293         | 3,92        |
| Exprimés             | Exprimés                     | Exprimés    | Exprimés    | 5 040        | 91,84        | 7 050       | 94,26       |
| * conseiller sortant |                              |             |             |              |              |             |             |

### Canton de Petit-Bourg
| Candidats            | Candidats          | Partis      | Partis      | Premier tour | Premier tour |
| Candidats            | Candidats          | Partis      | Partis      | Voix         | %            |
| -------------------- | ------------------ | ----------- | ----------- | ------------ | ------------ |
| 1                    | Ary Broussillon    |             | DVG         | 1 383        | 27,93        |
| 1                    | Martine Nicolas    |             | DVG         | 1 383        | 27,93        |
| 2                    | Maryse Citronnelle |             | GUSR        | 3 569        | 72,07        |
| 2                    | Guy Losbar*        |             | GUSR        | 3 569        | 72,07        |
|                      |                    |             |             |              |              |
| Inscrits             | Inscrits           | Inscrits    | Inscrits    | 13 927       | 100,00       |
| Abstentions          | Abstentions        | Abstentions | Abstentions | 8 310        | 59,67        |
| Votants              | Votants            | Votants     | Votants     | 5 617        | 40,33        |
| Blancs               | Blancs             | Blancs      | Blancs      | 265          | 4,72         |
| Nuls                 | Nuls               | Nuls        | Nuls        | 400          | 7,12         |
| Exprimés             | Exprimés           | Exprimés    | Exprimés    | 4 952        | 88,16        |
| * conseiller sortant |                    |             |             |              |              |

### Canton de Petit-Canal
| Candidats            | Candidats          | Partis      | Partis      | Premier tour | Premier tour |
| Candidats            | Candidats          | Partis      | Partis      | Voix         | %            |
| -------------------- | ------------------ | ----------- | ----------- | ------------ | ------------ |
| 1                    | Anne Marie Dollin  |             | GUSR        | 2 432        | 31,25        |
| 1                    | Jean-Marie Hubert* |             | GUSR        | 2 432        | 31,25        |
| 2                    | Marlène Bernard    |             | PPDG        | 5 351        | 68,75        |
| 2                    | Blaise Mornal      |             | FGPS        | 5 351        | 68,75        |
|                      |                    |             |             |              |              |
| Inscrits             | Inscrits           | Inscrits    | Inscrits    | 16 427       | 100,00       |
| Abstentions          | Abstentions        | Abstentions | Abstentions | 8 077        | 49,17        |
| Votants              | Votants            | Votants     | Votants     | 8 350        | 50,83        |
| Blancs               | Blancs             | Blancs      | Blancs      | 190          | 2,28         |
| Nuls                 | Nuls               | Nuls        | Nuls        | 377          | 4,51         |
| Exprimés             | Exprimés           | Exprimés    | Exprimés    | 7 783        | 93,21        |
| * conseiller sortant |                    |             |             |              |              |

### Canton de Pointe-à-Pitre
| Candidats            | Candidats               | Partis      | Partis      | Premier tour | Premier tour | Second tour | Second tour |
| Candidats            | Candidats               | Partis      | Partis      | Voix         | %            | Voix        | %           |
| -------------------- | ----------------------- | ----------- | ----------- | ------------ | ------------ | ----------- | ----------- |
| 1                    | Évelyne Démocrite       |             | CÉLV        | 674          | 14,55        |             |             |
| 1                    | Harry Durimel           |             | CÉLV        | 674          | 14,55        |             |             |
| 2                    | Octavie Losio           |             | DVD         | 370          | 7,99         |             |             |
| 2                    | Henri Yoyotte           |             | DVD         | 370          | 7,99         |             |             |
| 3                    | Georges Brédent*        |             | GUSR        | 1 325        | 28,61        | 2 368       | 48,05       |
| 3                    | Tania Galvani           |             | GUSR        | 1 325        | 28,61        | 2 368       | 48,05       |
| 4                    | Medhi Germain Keita     |             | DVG         | 112          | 2,42         |             |             |
| 4                    | Sandra Jolo             |             | DVG         | 112          | 2,42         |             |             |
| 5                    | Céline Koenig           |             | FGPS        | 127          | 2,74         |             |             |
| 5                    | Claude Remy             |             | FGPS        | 127          | 2,74         |             |             |
| 6                    | Claude Barfleur         |             | DVG         | 345          | 7,45         |             |             |
| 6                    | Myriam Ponremy          |             | DVG         | 345          | 7,45         |             |             |
| 7                    | Marlène Miroite Melisse |             | FGPS        | 1 678        | 36,23        | 2 560       | 51,95       |
| 7                    | Marcel Sigiscar*        |             | PPDG        | 1 678        | 36,23        | 2 560       | 51,95       |
|                      |                         |             |             |              |              |             |             |
| Inscrits             | Inscrits                | Inscrits    | Inscrits    | 13 555       | 100,00       | 13 555      | 100,00      |
| Abstentions          | Abstentions             | Abstentions | Abstentions | 8 359        | 61,67        | 8 038       | 59,3        |
| Votants              | Votants                 | Votants     | Votants     | 5 196        | 38,33        | 5 517       | 40,7        |
| Blancs               | Blancs                  | Blancs      | Blancs      | 222          | 4,27         | 181         | 3,28        |
| Nuls                 | Nuls                    | Nuls        | Nuls        | 343          | 6,6          | 408         | 7,4         |
| Exprimés             | Exprimés                | Exprimés    | Exprimés    | 4 631        | 89,13        | 4 928       | 89,32       |
| * conseiller sortant |                         |             |             |              |              |             |             |

### Canton de Saint-François
| Candidats            | Candidats                 | Partis      | Partis      | Premier tour | Premier tour | Second tour | Second tour |
| Candidats            | Candidats                 | Partis      | Partis      | Voix         | %            | Voix        | %           |
| -------------------- | ------------------------- | ----------- | ----------- | ------------ | ------------ | ----------- | ----------- |
| 1                    | Sophie Peroumal Sylvanise |             | PPDG        | 1 055        | 18,26        | 2 498       | 39,37       |
| 1                    | Jean Suedois              |             | PPDG        | 1 055        | 18,26        | 2 498       | 39,37       |
| 2                    | Moise Ayassamy            |             | UMP         | 158          | 2,73         |             |             |
| 2                    | Sophie Touloucanon        |             | UMP         | 158          | 2,73         |             |             |
| 3                    | Sylvie Quentin            |             | FN          | 316          | 5,47         |             |             |
| 3                    | Stephan Viennet           |             | FN          | 316          | 5,47         |             |             |
| 4                    | Édithe Hamot              |             | FGPS        | 631          | 10,92        |             |             |
| 4                    | René Noël*                |             | FGPS        | 631          | 10,92        |             |             |
| 5                    | Laurent Bernier*          |             | UMP         | 2 902        | 50,22        | 3 847       | 60,63       |
| 5                    | Baptistia Robert Lamponi  |             | UMP         | 2 902        | 50,22        | 3 847       | 60,63       |
| 6                    | Cynthia Dinane            |             | GUSR        | 716          | 12,39        |             |             |
| 6                    | Bernard Pancrel           |             | GUSR        | 716          | 12,39        |             |             |
|                      |                           |             |             |              |              |             |             |
| Inscrits             | Inscrits                  | Inscrits    | Inscrits    | 14 732       | 100,00       | 14 732      | 100,00      |
| Abstentions          | Abstentions               | Abstentions | Abstentions | 8 457        | 57,41        | 7 919       | 53,75       |
| Votants              | Votants                   | Votants     | Votants     | 6 275        | 42,59        | 6 813       | 46,25       |
| Blancs               | Blancs                    | Blancs      | Blancs      | 236          | 3,76         | 214         | 3,14        |
| Nuls                 | Nuls                      | Nuls        | Nuls        | 261          | 4,16         | 254         | 3,73        |
| Exprimés             | Exprimés                  | Exprimés    | Exprimés    | 5 778        | 92,08        | 6 345       | 93,13       |
| * conseiller sortant |                           |             |             |              |              |             |             |

### Canton de Sainte-Anne
| Candidats            | Candidats                 | Partis      | Partis      | Premier tour | Premier tour | Second tour | Second tour |
| Candidats            | Candidats                 | Partis      | Partis      | Voix         | %            | Voix        | %           |
| -------------------- | ------------------------- | ----------- | ----------- | ------------ | ------------ | ----------- | ----------- |
| 1                    | Aurélien Abaille*         |             | PPDG        | 2 496        | 41,48        | 4 174       | 59,47       |
| 1                    | Lydia Faro-Couriol        |             | PPDG        | 2 496        | 41,48        | 4 174       | 59,47       |
| 2                    | Blaise Aldo               |             | UMP         | 1 818        | 30,21        | 2 845       | 40,53       |
| 2                    | Isabelle Tite             |             | UMP         | 1 818        | 30,21        | 2 845       | 40,53       |
| 3                    | Marjorie Guyon            |             | DIV         | 535          | 8,89         |             |             |
| 3                    | Patrick Solvet            |             | DIV         | 535          | 8,89         |             |             |
| 4                    | Jacques Kancel*           |             | PCG         | 1 168        | 19,41        |             |             |
| 4                    | Sylvia Riga-Jean-Philippe |             | PCG         | 1 168        | 19,41        |             |             |
|                      |                           |             |             |              |              |             |             |
| Inscrits             | Inscrits                  | Inscrits    | Inscrits    | 16 427       | 100,00       | 16 420      | 100,00      |
| Abstentions          | Abstentions               | Abstentions | Abstentions | 9 763        | 59,43        | 8 714       | 53,07       |
| Votants              | Votants                   | Votants     | Votants     | 6 664        | 40,57        | 7 706       | 46,93       |
| Blancs               | Blancs                    | Blancs      | Blancs      | 197          | 2,96         | 232         | 3,01        |
| Nuls                 | Nuls                      | Nuls        | Nuls        | 450          | 6,75         | 455         | 5,9         |
| Exprimés             | Exprimés                  | Exprimés    | Exprimés    | 6 017        | 90,29        | 7 019       | 91,08       |
| * conseiller sortant |                           |             |             |              |              |             |             |

### Canton de Sainte-Rose-1
| Candidats            | Candidats               | Partis      | Partis      | Premier tour | Premier tour | Second tour | Second tour |
| Candidats            | Candidats               | Partis      | Partis      | Voix         | %            | Voix        | %           |
| -------------------- | ----------------------- | ----------- | ----------- | ------------ | ------------ | ----------- | ----------- |
| 1                    | Brigitte Jean Haguy*    |             | DVG         | 660          | 10,16        |             |             |
| 1                    | Tony Sinivassin         |             | DVG         | 660          | 10,16        |             |             |
| 2                    | Max Mathiasin*          |             | FGPS        | 2 632        | 40,50        | 3 405       | 49,13       |
| 2                    | Constance Marie Seremes |             | FGPS        | 2 632        | 40,50        | 3 405       | 49,13       |
| 3                    | Camille Élisabeth       |             | GUSR        | 2 714        | 41,76        | 4 084       | 50,87       |
| 3                    | Jeanny Marc             |             | GUSR        | 2 714        | 41,76        | 4 084       | 50,87       |
| 4                    | Jules Kamoise           |             | DVG         | 493          | 7,59         |             |             |
| 4                    | Christine Serber        |             | DVG         | 493          | 7,59         |             |             |
|                      |                         |             |             |              |              |             |             |
| Inscrits             | Inscrits                | Inscrits    | Inscrits    | 15 460       | 100,00       | 15 460      | 100,00      |
| Abstentions          | Abstentions             | Abstentions | Abstentions | 8 438        | 54,58        | 6 857       | 44,35       |
| Votants              | Votants                 | Votants     | Votants     | 7 022        | 45,42        | 8 603       | 55,65       |
| Blancs               | Blancs                  | Blancs      | Blancs      | 207          | 2,95         | 189         | 2,2         |
| Nuls                 | Nuls                    | Nuls        | Nuls        | 316          | 4,5          | 326         | 3,79        |
| Exprimés             | Exprimés                | Exprimés    | Exprimés    | 6 499        | 92,55        | 8 088       | 94,01       |
| * conseiller sortant |                         |             |             |              |              |             |             |

### Canton de Sainte-Rose-2
| Candidats            | Candidats                | Partis      | Partis      | Premier tour | Premier tour | Second tour | Second tour |
| Candidats            | Candidats                | Partis      | Partis      | Voix         | %            | Voix        | %           |
| -------------------- | ------------------------ | ----------- | ----------- | ------------ | ------------ | ----------- | ----------- |
| 1                    | Adrien Baron             |             | FGPS        | 848          | 17,68        |             |             |
| 1                    | Bernadette Taupe Mevalet |             | DVG         | 848          | 17,68        |             |             |
| 2                    | Jocelyne Héron           |             | DVG         | 1 400        | 29,18        | 2 919       | 49,10       |
| 2                    | Fauvert Savan            |             | DVG         | 1 400        | 29,18        | 2 919       | 49,10       |
| 3                    | Enide Clotaire           |             | GUSR        | 336          | 7,00         |             |             |
| 3                    | Louis-Daniel Justine*    |             | GUSR        | 336          | 7,00         |             |             |
| 4                    | Claudine Bajazet         |             | DVG         | 2 213        | 46,13        | 3 026       | 50,90       |
| 4                    | Clodomir Bajazet         |             | DVG         | 2 213        | 46,13        | 3 026       | 50,90       |
|                      |                          |             |             |              |              |             |             |
| Inscrits             | Inscrits                 | Inscrits    | Inscrits    | 12 253       | 100,00       | 12 253      | 100,00      |
| Abstentions          | Abstentions              | Abstentions | Abstentions | 6 975        | 56,92        | 5 874       | 47,94       |
| Votants              | Votants                  | Votants     | Votants     | 5 278        | 43,08        | 6 379       | 52,06       |
| Blancs               | Blancs                   | Blancs      | Blancs      | 169          | 3,2          | 158         | 2,48        |
| Nuls                 | Nuls                     | Nuls        | Nuls        | 312          | 5,91         | 276         | 4,33        |
| Exprimés             | Exprimés                 | Exprimés    | Exprimés    | 4 797        | 90,89        | 5 945       | 93,2        |
| * conseiller sortant |                          |             |             |              |              |             |             |

### Canton de Trois-Rivières
| Candidats            | Candidats            | Partis      | Partis      | Premier tour | Premier tour | Second tour | Second tour |
| Candidats            | Candidats            | Partis      | Partis      | Voix         | %            | Voix        | %           |
| -------------------- | -------------------- | ----------- | ----------- | ------------ | ------------ | ----------- | ----------- |
| 1                    | Jean-Claude Aricique |             | DIV         | 305          | 4,65         |             |             |
| 1                    | Françoise Prudentos  |             | DIV         | 305          | 4,65         |             |             |
| 2                    | Magda Baltyde-Hajjar |             | DVD         | 2 669        | 40,65        | 3 405       | 43,31       |
| 2                    | Charles Zénon        |             | DVD         | 2 669        | 40,65        | 3 405       | 43,31       |
| 3                    | Jacques Anselme*     |             | FGPS        | 3 591        | 54,7         | 4 457       | 56,69       |
| 3                    | Nicole Erdan         |             | FGPS        | 3 591        | 54,7         | 4 457       | 56,69       |
|                      |                      |             |             |              |              |             |             |
| Inscrits             | Inscrits             | Inscrits    | Inscrits    | 17 417       | 100,00       | 17 417      | 100,00      |
| Abstentions          | Abstentions          | Abstentions | Abstentions | 10 170       | 58,39        | 9 014       | 51,75       |
| Votants              | Votants              | Votants     | Votants     | 7 247        | 41,61        | 8 403       | 48,25       |
| Blancs               | Blancs               | Blancs      | Blancs      | 160          | 2,21         | 131         | 1,56        |
| Nuls                 | Nuls                 | Nuls        | Nuls        | 522          | 7,2          | 410         | 4,88        |
| Exprimés             | Exprimés             | Exprimés    | Exprimés    | 6 565        | 90,59        | 7 862       | 93,56       |
| * conseiller sortant |                      |             |             |              |              |             |             |

### Canton de Vieux-Habitants
| Candidats            | Candidats              | Partis      | Partis      | Premier tour | Premier tour | Second tour | Second tour |
| Candidats            | Candidats              | Partis      | Partis      | Voix         | %            | Voix        | %           |
| -------------------- | ---------------------- | ----------- | ----------- | ------------ | ------------ | ----------- | ----------- |
| 1                    | Thierry Abelli         |             | GUSR        | 1 801        | 21,76        |             |             |
| 1                    | Sylvie Gustave         |             | GUSR        | 1 801        | 21,76        |             |             |
| 2                    | Aramis Arbau           |             | DVD         | 3 214        | 38,84        | 5 082       | 51,27       |
| 2                    | Marie-Lucile Breslau   |             | DVD         | 3 214        | 38,84        | 5 082       | 51,27       |
| 3                    | Jules Otto*            |             | FGPS        | 3 261        | 39,40        | 4 830       | 48,73       |
| 3                    | Marie-Yveline Théobald |             | FGPS        | 3 261        | 39,40        | 4 830       | 48,73       |
|                      |                        |             |             |              |              |             |             |
| Inscrits             | Inscrits               | Inscrits    | Inscrits    | 16 121       | 100,00       | 16 124      | 100,00      |
| Abstentions          | Abstentions            | Abstentions | Abstentions | 7 267        | 45,08        | 5 652       | 35,05       |
| Votants              | Votants                | Votants     | Votants     | 8 854        | 54,92        | 10 472      | 64,95       |
| Blancs               | Blancs                 | Blancs      | Blancs      | 201          | 2,27         | 232         | 2,22        |
| Nuls                 | Nuls                   | Nuls        | Nuls        | 377          | 4,26         | 328         | 3,13        |
| Exprimés             | Exprimés               | Exprimés    | Exprimés    | 8 276        | 93,47        | 9 912       | 94,65       |
| * conseiller sortant |                        |             |             |              |              |             |             |